# Antônio Afonso de Miranda

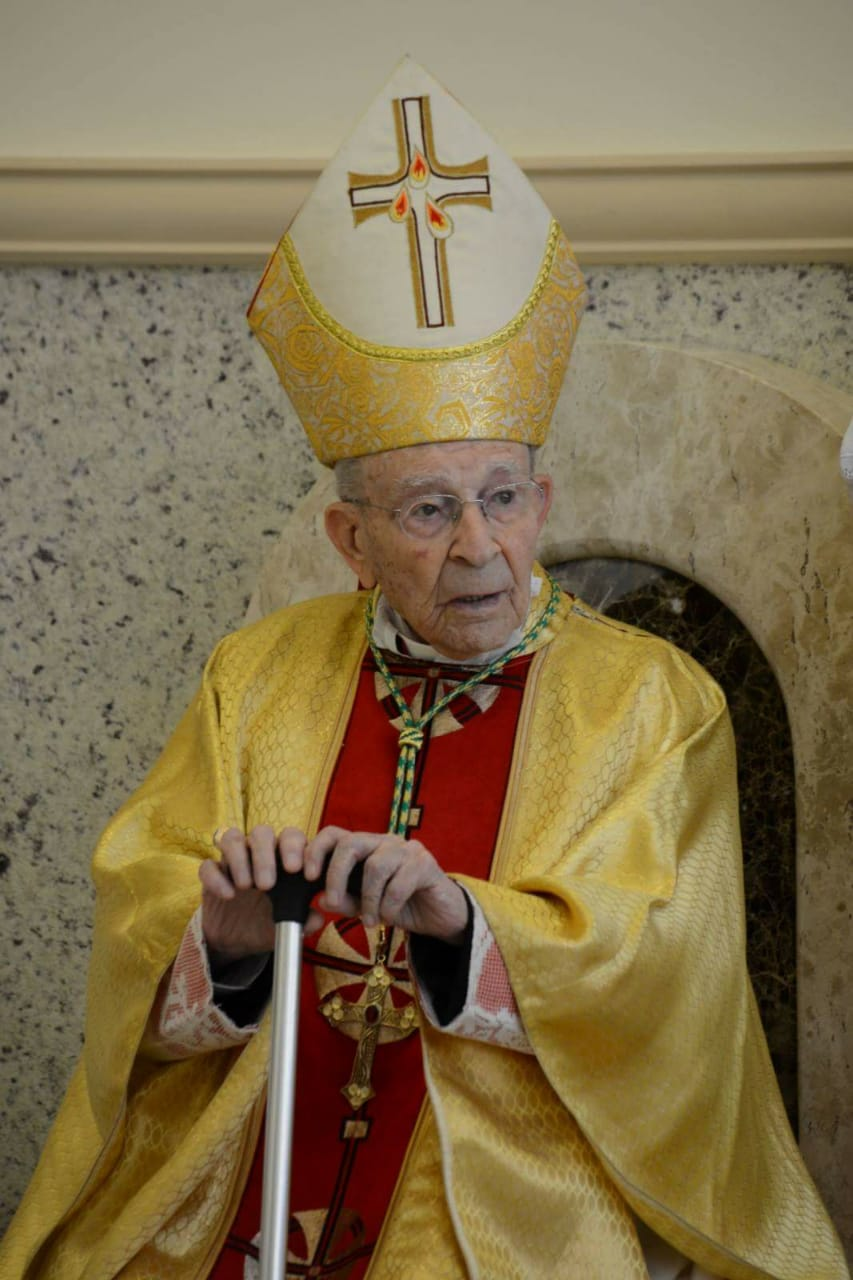
Bischof Antônio Afonso de Miranda (2017)

Antônio Afonso de Miranda SDN (* 14. April 1920 in Cipotânea; † 11. Oktober 2021 in Juiz de Fora) war ein brasilianischer Ordensgeistlicher und zwischen 1981 und 1996 römisch-katholischer Bischof von Taubaté.

## Leben
Antônio Afonso de Miranda schrieb sich 1933 ins Priesterseminar von Manhumirim ein und trat der Ordensgemeinschaft der Missionare Unserer Lieben Frau vom allerheiligsten Sakrament bei. Am 1. November 1945 empfing er dann die Priesterweihe. Anschließend war er viele Jahre als Rektor verschiedener Seminare und Kollegien tätig. Darüber hinaus verfasste er einige Bücher, unter anderem über die Verteidigung des christlichen Familienbildes.
Papst Paul VI. ernannte ihn am 3. November 1971 zum Bischof von Lorena. Der Apostolische Nuntius in Brasilien, Erzbischof Umberto Mozzoni, spendete ihm am 27. Dezember desselben Jahres die Bischofsweihe; Mitkonsekratoren waren Belchior Joaquim da Silva Neto CM, Bischof von Luz, und Cristiano Portela de Araújo Pena, Bischof von Divinópolis.
Zur Unterstützung Othon Mottas wurde er am 11. Juli 1977 zum Koadjutorbischof von Campanha ernannt. Papst Johannes Paul II. ernannte ihn am 6. August 1981 zum Bischof von Taubaté.
Am 22. Mai 1996 nahm Papst Johannes Paul II. seinen altersbedingten Rücktritt an.

## Schriften
- O Que e Preciso Saber Sobre a Sacramentos, Santuário 2005, ISBN 978-8572009911
- O Que e Preciso Saber Sobre a Renovacao Carismatica, Santuário 2008, ISBN 978-8572009904
- O Que e Preciso Saber Sobre a Eucaristia, Santuário 2009, ISBN 978-8572008204
- O Que e Preciso Saber Sobre a Uncao dos Enfermos, Santuário 2010, ISBN 978-8536900865
- O Que e Preciso Saber Sobre a Crisma, Santuário 2011, ISBN 978-8572005838
- Novena de Sao Sebastiao, Santuário 2014, ISBN 978-8572005036
- O Que e Preciso Saber Sobre a Confissao, Santuário 2016, ISBN 978-8572008310

## Einzelnachweis
1. ↑  Bispo emérito de Taubaté, Dom Antônio Affonso de Miranda, morre aos 101 anos